# Nasrullah
Nasrullah (1940-1959), est un cheval de course pur-sang anglais. Né en Irlande, entraîné en Angleterre pour le compte de l'Aga Khan III, Il fut un excellent 2 ans avant de devenir un étalon majeur, tant en Europe qu'aux États-Unis.   

## Carrière de course
Élevé par l'Aga Khan III dans son haras irlandais, Nasrullah est envoyé à l'entraînement chez Frank Butters à Newmarket et, en raison des restrictions dues à la guerre, il fera toute sa carrière sur l'hippodrome de Newmarket, sur lequel de nombreuses courses ont été relocalisées. Pour ses premiers pas, ce poulain au très beau modèle termine troisième puis s'impose dans les importants Coventry Stakes, une course habituellement disputée durant le meeting de Royal Ascot, sous la selle du plus grand jockey de son époque, Gordon Richards. Il y devance à cette occasion Straight Deal, qui un an plus tard sera sacré dans le Derby d'Epsom. Le mois suivant, Nasrullah s'impose dans les Great Bradley Stakes face à un seul concurrent, mais surtout remporte les Middle Park Stakes, une victoire qui lui assure la première place chez les poulain dans les classements des ratings en fin d'année, mais concède une livre à la pouliche Lady Sybil.   
Nasrullah aborde la saison classique dans la peau d'un favori du Derby. Tout commence par une victoire facile dans les Chatteris Stakes, et pourtant l'inquiétude monte autour de son comportement d'avant-course, puisque le poulain se montre très nerveux et fait des siennes pour se rendre au départ. Ce mauvais caractère lui joue des tours dans les 2000 Guinées, où il se bagarre avec son jockey pour se rendre au départ, s'épuise dans cette vaine bataille et ne peut résister aux attaques après avoir mené, finissant quatrième. Pas rancunier, Gordon Richards, qui avait le choix entre plusieurs montes, décide de rester le partenaire de Nasrullah malgré ses facéties et s'en sort mieux avec lui dans le Derby, où il termine troisième tout près. En août, Richards a encore des difficultés à maintenir son poulain concentré, mais face à deux adversaires cela suffit pour renouer avec la victoire dans les Cavenham Stakes. Dans le St. Leger, c'est peut-être la distance (même si elle a été raccourcie de 120 mètres à la faveur de sa délocalisation de Doncaster à Newmarket) qui a rebuté Nasrullah, mais le poulain déçoit. Pourtant il réussit parfaitement sa sortie de scène en s'adjugeant les Champion Stakes, en prenant sa revanche sur Kingsway. 

### Résumé de carrière
| Date        | Hippodrome  | Pays        | Course               | Distance    | Jockey      | Place       | Écart       | Vainqueur ou deuxième |
| 1942, 2 ans | 1942, 2 ans | 1942, 2 ans | 1942, 2 ans          | 1942, 2 ans | 1942, 2 ans | 1942, 2 ans | 1942, 2 ans | 1942, 2 ans           |
| ----------- | ----------- | ----------- | -------------------- | ----------- | ----------- | ----------- | ----------- | --------------------- |
| 12 juin     | Newmarket   | Royaume-Uni | Wilburton Stakes     | 1 000 m     | D. Smith    | 3e          | 1 ½         | Nearly                |
| 30 juin     | Newmarket   | Royaume-Uni | Coventry Stakes      | 1 000 m     | G. Richards | 1er / 7     | 1 ½         | Straight Deal         |
| 18 juillet  | Newmarket   | Royaume-Uni | Great Bradley Stakes | 1 200 m     | D. Smith    | 1er / 2     | 4           | Feriel                |
| 26 août     | Newmarket   | Royaume-Uni | Middle Park Stakes   | 1 200 m     | D. Smith    | 1er / 8     | enc.        | Ribbon                |
| 1957, 3 ans |             |             |                      |             |             |             |             |                       |
| 5 mai       | Newmarket   | Royaume-Uni | Chatteris Stakes     | 1 000 m     | G. Richards | 1er / 9     | 1/2         | Response              |
| Mai         | Newmarket   | Royaume-Uni | 2000 Guineas         | 1 600 m     | G. Richards | 4e / 8      | 3/4         | Kingsway              |
| Juin        | Newmarket   | Royaume-Uni | Derby                | 2 400 m     | G. Richards | 3e / 23     | 1/2         | Straight Deal         |
| Août        | Newmarket   | Royaume-Uni | Cavenham Stakes      | 2 000 m     | G. Richards | 1er / 3     | 2           | Truimvir              |
| Septembre   | Newmarket   | Royaume-Uni | St. Leger            | 2 800 m     | G. Richards | 6e / 12     | 2 ½         | Herringbone           |
| Octobre     | Newmarket   | Royaume-Uni | Champion Stakes      | 2 000 m     | G. Richards | 1er / 6     | 1           | Kingsway              |

## Au haras
Le meilleur est à venir pour Nasrullah, dont la carrière d'étalon est acquise par le haras irlandais Brownstown Stud pour 19 000 guinées. Le temps de ses six saisons de monte, son prix de saillie passe d'ailleurs de 198 à 500 guinées et il obtient un titre de champion sire en 1951 – mais cette année-là, il a déjà franchi l'Atlantique. Parmi ses meilleurs produits européens, on peut citer :  
- Nathoo - Irish Derby
- Musidora - 1000 Guineas, Oaks
- Belle of All - Cheveley Park Stakes, 1000 Guineas, Coronation Stakes
- Nearula - Middle Park Stakes, 2000 Guineas, St James's Palace Stakes, Champion Stakes
- Never Say Die - Derby, St. Leger, tête de liste des étalons en 1962.
- Noor - 3e Derby, Santa Anita Handicap, Hollywood Gold Cup, membre du Hall of Fame des courses américaines.

Les talents d'étalon de Nasrullah n'ont pas échappé aux éleveurs américains, et en particulier le grand haras Claiborne Farm qui débourse $ 370 000 en 1950 pour le faire venir dans le Kentucky. De là, Nasrullah va rayonner sur l'élevage mondial en donnant non seulement des champions, mais surtout des étalons eux-mêmes influents, qui vont assurer sa postérité dans nombre de pedigrees, encore aujourd'hui. Cinq fois tête de liste des étalons américains entre 1955 et 1962, il est notamment le père de :
- Bold Ruler - son successeur à Clairborne Farm, vainqueur des Preakness Stakes, cheval de l'année aux États-Unis en 1957, membre du Hall of Fame, et surtout l'un des plus grands étalons du 20e siècle, père notamment du crack Secretariat et huit fois champion sire, un record.
- Nashua - Preakness Stakes, Belmont Stakes, cheval de l'année 1955, membre du Hall of Fame, père de mère de chef de race Mr. Prospector.
- Never Bend - 2 ans de l'année aux États-Unis, tête de liste en Angleterre et en Irlande, père du crack et grand étalon Mill Reef (d'où Reference Point et Shirley Heights, père de Darshaan) et du grand étalon Riverman (d'où Triptych et Irish River).
- Red God - père du champion et grand étalon Blushing Groom (d'où Arazi, Nashwan, Rainbow Quest)
- Jaipur - Belmont Stakes, 3 ans de l'année 1962
- Bald Eagle - Washington, D.C. International, cheval d'âge de l'année aux États-Unis (1960)
- Nasram - King George VI and Queen Elizabeth Stakes

Nasrullah meurt le 26 mai 1959, il est enterré à Claiborne Farm.

## Origines
De naissance royale, Nasrullah est un fils de l'immense Nearco, champion italien invaincu en quatorze courses et présent dans la plupart des pedigrees des pur-sang de haut niveau contemporains qui, lorsqu'il ne sont pas issus de Nasrullah via Mr. Prospector ou d'un autre de ses proches descendants, le sont de Northern Dancer, l'étalon du siècle, petit-fils de Nearco via Nearctic. 
Mumtaz Begum, la mère de Nasrullah, est quant à elle une fille du Derby-winner et influent étalon Blenheim (lui aussi installé à Clairborne Farm) et surtout de la grande Mumtaz Mahal, championne et poulinière hors normes. Cette fille de l'invaincu The Tetrarch (qui passe parfois pour le meilleur 2 ans anglais du siècle), appartenant à l'Aga Khan III, fut une sprinteuse de grand talent (lauréate entre autres des Champagne Stakes, des King George Stakes et des Nunthorpe Stakes) et surtout une reproductrice fondatrice, mère du sprinter Mirza II et aïeule, au fil des générations, de champions tels que Abernant, Royal Charger, Migoli, Petite Étoile (dont la lignée s'étend jusqu'à Zarkava), Octagonal, Verry Elleegant, Habibti, Risen Star, Oh So Sharp, Shergar, Golden Horn, Cracksman ou encore Alpinista. 

### Pedigree
| Origines de Nasrullah (IRE), mâle bai, 1940 | Origines de Nasrullah (IRE), mâle bai, 1940 | Origines de Nasrullah (IRE), mâle bai, 1940 | Origines de Nasrullah (IRE), mâle bai, 1940 |
| ------------------------------------------- | ------------------------------------------- | ------------------------------------------- | ------------------------------------------- |
| Père Nearco dkb/br. 1935                    | Pharos b. 1920                              | Phalaris b. 1913                            | Polymelus                                   |
| Père Nearco dkb/br. 1935                    | Pharos b. 1920                              | Phalaris b. 1913                            | Bromus                                      |
| Père Nearco dkb/br. 1935                    | Pharos b. 1920                              | Scapa Flow ch. 1914                         | Chaucer                                     |
| Père Nearco dkb/br. 1935                    | Pharos b. 1920                              | Scapa Flow ch. 1914                         | Anchora                                     |
| Père Nearco dkb/br. 1935                    | Nogara b. 1928                              | Havresac dkb/br. 1915                       | Rabelais                                    |
| Père Nearco dkb/br. 1935                    | Nogara b. 1928                              | Havresac dkb/br. 1915                       | Hors Concours                               |
| Père Nearco dkb/br. 1935                    | Nogara b. 1928                              | Catnip b. 1910                              | Spearmint                                   |
| Père Nearco dkb/br. 1935                    | Nogara b. 1928                              | Catnip b. 1910                              | Sibola                                      |
| Mère Mumtaz Begum gr. 1932                  | Blenheim b. 1927                            | Blandford br. 1919                          | Swynford                                    |
| Mère Mumtaz Begum gr. 1932                  | Blenheim b. 1927                            | Blandford br. 1919                          | Blanche                                     |
| Mère Mumtaz Begum gr. 1932                  | Blenheim b. 1927                            | Malva b. 1919                               | Charles O'Malley                            |
| Mère Mumtaz Begum gr. 1932                  | Blenheim b. 1927                            | Malva b. 1919                               | Wild Arum                                   |
| Mère Mumtaz Begum gr. 1932                  | Mumtaz Mahal gr. 1921                       | The Tetrarch gr. 1911                       | Roi Herode                                  |
| Mère Mumtaz Begum gr. 1932                  | Mumtaz Mahal gr. 1921                       | The Tetrarch gr. 1911                       | Vahren                                      |
| Mère Mumtaz Begum gr. 1932                  | Mumtaz Mahal gr. 1921                       | Lady Josephine ch. 1912                     | Sundridge                                   |
| Mère Mumtaz Begum gr. 1932                  | Mumtaz Mahal gr. 1921                       | Lady Josephine ch. 1912                     | Americus Girl (famille 9-c)                 |